# Monte Avanza
Il Monte Avanza  è una montagna delle Alpi Carniche alta 2.489 m s.l.m.. Estrema punta orientale del Massiccio Peralba-Avanza dall'aspetto roccioso e severo, questa montagna fu uno dei teatri di combattimento della Grande Guerra.

## Accessi
- da Cima Sappada-Col di Caneva
- Dal Rifugio Pier Fortunato Calvi per il Passo dei Cacciatori